# Panzeria appendicula
Panzeria appendicula là một loài ruồi trong họ Tachinidae.